# Феричанци
Феричанци су насељено место и седиште општине у средишњој Славонији, Осјечко-барањска жупанија, Република Хрватска.

## Историја
До територијалне реорганизације у Хрватској налазили су се у саставу бивше велике општине Нашице.

## Други светски рат
Нарочито је био ревностан у присилном покатоличавању Срба Бранко Бирт, жупник у Феричанцима, срез Нашице. По његовом наређењу, у јесен 1941. године у селу Газијама правослвана цркав је „ преправљена у римокатоличку богомољу“. Усташе су довеле мајсторе из Ференчанаца у Газије, срушиле иконостас у православној цркви, унутра је потпуно преуредили „по прописима католичке религије“. Бирт је обећао да ће све иконе из православне цркве послати у музеј у Загреб, што је и учињено. Претворивши православну цркву у римокатоличку, Бирт и његов капелан су у њој служили мису.

## Становништво
На попису становништва 2011. године, општина Феричанци је имала 2.134 становника, од чега у самим Феричанцима 1.626.

## Попис 1991.
На попису становништва 1991. године, насељено место Феричанци је имало 2.092 становника, следећег националног састава:
| Попис 1991.‍   | Попис 1991.‍  | Попис 1991.‍ | Попис 1991.‍ | Попис 1991.‍ |
| ------------- | ------------ | ----------- | ----------- | ----------- |
|               |              |             |             |             |
| Хрвати        | Хрвати       |             | 2.015       | 96,31%      |
| Срби          | Срби         |             | 19          | 0,90%       |
| Албанци       | Албанци      |             | 10          | 0,47%       |
| Југословени   | Југословени  |             | 10          | 0,47%       |
| Словаци       | Словаци      |             | 3           | 0,14%       |
| Мађари        | Мађари       |             | 2           | 0,09%       |
| Италијани     | Италијани    |             | 1           | 0,04%       |
| Муслимани     | Муслимани    |             | 1           | 0,04%       |
| Немци         | Немци        |             | 1           | 0,04%       |
| Словенци      | Словенци     |             | 1           | 0,04%       |
| остали        | остали       |             | 2           | 0,09%       |
| неопредељени  | неопредељени |             | 9           | 0,43%       |
| непознато     | непознато    |             | 18          | 0,86%       |
| укупно: 2.092 |              |             |             |             |